# Jasper More
Jasper More (31 juillet 1907 - 28 octobre 1987) est un homme politique du Parti conservateur britannique, le fils de Thomas Jasper Mytton More (décédé en 1947), un propriétaire foncier du Shropshire, et de Norah Browne, fille de Henry Browne, 5e marquis de Sligo. Il est anobli en 1979.

## Biographie
More fait ses études au Collège d'Eton et au King's College de Cambridge, devenant avocat, appelé par Lincoln's Inn et Middle Temple en 1930. Sa carrière au barreau se termine avec le déclenchement de la Seconde Guerre mondiale. Il est un employé civil du ministère de la guerre économique et du ministère de la production aéronautique et du contrôle des métaux légers jusqu'en 1942, est nommé juriste de l'armée sur la liste générale en 1943, et est en Italie jusqu'en 1945 et avec le gouvernement militaire du Dodécanèse jusqu'en 1946. En 1944, il épouse Clare Hope-Edwards, également propriétaire terrien du Shropshire. Ils n'ont pas d'enfants.
Il est propriétaire terrien et agriculteur et préside la branche du Shropshire de la Country Landowners 'Association de 1955 à 1960. Il est conseiller du comté de Shropshire en 1958, puis lieutenant adjoint et juge de paix.
Au cours des années 1960, More rejoint le conservateur Monday club et il est élu député de Ludlow lors d'une élection partielle en 1960, siège qu'il occupe jusqu'en 1979. Il introduit le Deer Act, 1963 pour protéger les cerfs qui ne sont pas gardés dans des parcs clos. More est nommé whip du gouvernement en février 1964, puis devient whip de l'opposition, et de nouveau pour les bancs du gouvernement de 1970 à 1971, lorsqu'il démissionne en désaccord avec la politique du gouvernement sur la Communauté économique européenne. Il est encore membre du Monday Club en mai 1975.
More est politiquement peu ambitieux, obtenant ses postes de whip en grande partie grâce à une présence consciencieuse. Il se consacre principalement à la vie de hobereau. Il est l'auteur de plusieurs livres, dont The Saving of Income Tax, Surtax and Death Duties, The Land of Italy et le Shell Guide to English Villages.